# Montefiascone
Montefiascone je mesto in občina v pokrajini Viterbo v deželi Lacij, osrednja Italija. Stoji na griču na jugovzhodni strani Bolsenskega jezera, slabih 100 km  severno od Rima.

## Ime
Ime Montefiascone verjetno izvira iz latinskega Mons Faliscorum, hrib Fališčanov. Vidiki nastanka imena so izraženi v dveh različicah grba: oblika iz leta 1953/1954 prikazuje šest rimskih snopov postavljenih v stolpu, fasces, kot izpeljano razlago drugega dela imena, novejša različica pa po drugi strani predstavlja vinski sod, ki je aluzija na proizvodnjo vina, saj je  italijanski izraz fiasco treba razlagati za sod. Razprava o pravilnem pogledu še vedno traja.

## Geografija
Montefiascone je 94 km severozahodno od Rima, 127 km jugovzhodno od Siene in 17 km severno od Viterba. Občina je na vulkanskem Monte Volsini na jugovzhodni obali Bolsenskega jezera. Staro mesto zaseda eno najvišjih vzpetin. Občinsko območje se razteza na nadmorski višini od 220 do 633 m.
Drugi deli občine so še Carpine, Cipollone, Commenda, Coste-Pelucche, Fiordini, Le Mosse, Poggetto, Poggio Frusta, Stefanoni in Zepponami.
Sosednje občine so Bagnoregio, Bolsena, Capodimonte, Gradoli, Marta, San Lorenzo Nuovo in Viterbo.
Montefiascone leži na nekdaj vulkansko aktivnem območju, tako imenovanem Apparato Vulsinio. Mesto samo leži v kalderi enega od štirih glavnih vulkanov. Bolsensko jezero je nastalo zaradi pogreznenja podzemnih magmatskih komor. Številni termalni vrelci na tem območju še vedno spominjajo na vulkansko preteklost. Skupnost jee prav tako na potresnem območju.

## Zgodovina
Ime mesta izhaja iz imena Falisci (Mons Faliscorum, 'hrib Fališčanov'). Kasneje so ga nadzirali Etruščani. Predlagalo se je, da Montefiascone zavzema mesto etruščanskega templja z imenom Fanum Voltumnae.
Fanum Voltumnae ('svetišče Voltumna') je bilo glavno svetišče Etruščanov; fanum pomeni sveto mesto, veliko širši pojem kot en sam tempelj. Številni viri se nanašajo na ligo »Dvanajstih ljudstev« (lucumonies) Etrurije, ki je bila oblikovana v verske namene, vendar ima očitno nekaj političnih funkcij. Etruščanska liga dvanajstih mestnih držav se je vsako leto srečevala na Fanumu, ki je bil izbran kot omphalos (sveti popek), geografsko in duhovno središče celotnega etruščanskega naroda. Vsako pomlad sose politični in verski voditelji iz mest srečevali, in razpravljali o vojaških akcijah in državljanskih zadevah ter molili k skupnim bogovom. Glavni med njimi je bil Voltumna (ali Veltha), verjetno državni bog Etrurije.
Pod Rimskim cesarstvom je v bližini Volsiniija potekal festival.
Prvi dokumenti, ki omenjajo Montefiascone, so iz leta 853 n. št., ko je pripadal toskanskemu škofu. Tu sta se leta 1058 in 1074 ustavila papeža  Štefan IX. in  Gregor VII. Leta 1093 je trdnjavo oblegal cesar Henrik IV.. Pomen trdnjave je potrdil obisk cesarja Friderika Barbarossa leta 1185.
V naslednjih dveh stoletjih je Montefiascone kot papeška posest živel svoje obdobje največjega sijaja. Grad je bil pogosto prebivališče papežev, zato je bil povečan in okrašen. Med  Avignonskim papeštvom je bilo glavno prebivališče papeškega legata kardinala Albornoza. Leta 1463 pa je že propadel, kot je povedal papež Pij II.. Propad se je nadaljeval po kugi leta 1657 in potresu 1697.
Leta 1870 je postal del nove Kraljevine Italije. Poškodovali so ga zavezniški bombni napadi maja 1944.

## Znamenitosti
- Montefiasconska stolnica je ena najzgodnejših zgradb Michela Sanmichelija. Stolnica, posvečena sveti Margareti, je bila leta 1330 razvalina in so jo obnavljali tri stoletja. Nato je leta 1670 doživela resen požar, popravila so trajala še desetletje. Notranjost je bila temeljito obnovljena leta 1893 [5].
- Cerkev Santa Maria delle Grazie: tudi Sanmichelijeva. Svetišče je bilo zgrajeno v 14. stoletju, prva dokumentacija pa je bila leta 1333, ko je skupnost postavila sosednjo bolnišnico. Leta 1465 se je cerkev povezala s Servitskim redom. Cerkev je bila obnovljena leta 1492.
- Cerkev sv. Flaviana: zgrajena leta 1032, popravljena in razširjena v gotskem slogu pozno v 14. stoletju, čudna dvojna cerkev, pomembna v zgodovini arhitekture; v njeni notranjosti so leta 1896 odkrili nekaj fresk iz 14. stoletja. Kamnita fasada iz leta 1252 ima tri loke različnih velikosti in jih nadgrajuje strešni balkon. Spodnja cerkev, ki jo vidimo danes, je bila postavljena na starejši stavbi v 11. stoletju. Cerkev je bila posvečena zgodnjem bizantinskemu mučencu Flavianu. Zgradba ima spodnjo in zgornjo cerkev. Spodnja cerkev ima stebre s kapiteli vklesanimi z živalskimi in rastlinskimi motivi. Na stenah in kapelah so številne freske. Freska Kristusa Pantokratorja iz 12. stoletja je najdena na spodnji apsidi, nad upodobitvijo mučenika svetega Flavijana. Desna stena apside ima Oznanjenje (1575); levo Kristusov krst. V levi ladje je Snemanje. Na desni ladji jePokol nedolžnih, Križanje in Sv. Sebastijan. Nad vhodnim trezorjem je Zmagoslavje smrti, na pročelju pa Življenje svete Katarine.

V kripti je grob Giovannija Fuggerja, popotnika, ki je podlegel pretiranemu pitju lokalnega vina, znanega kot Est! Est !! Est !!!. Zgodba je ta, da je njegov sluga, ki je hodil pred njim, napisala est na vrata vseh gostiln, kjer naj bi bilo dobro vino in da se je tu napis trikrat ponovil. Lokalna etiketa vina je dobila ime po tej legendi.
- Cerkev Santa Maria di Montedoro je ob vznožju hriba, tri kilometre od mesta, na Stradi Verentana. Načrtovanje je začel Antonio da Sangallo mlajši, ko je bil zaposlen pri obnovi Papeške palače v Montefiasconeju, ki jo je naročil papež Leon X. Projekt te cerkve se je slabo začel zaradi gospodarskih ovir zaradi hude kuge leta 1523, kasneje ga je dokončal arhitekt Pietro Tartarino. Gre za osmerokotni tempelj, pridružen polkrožnemu koru, dolgem 21 metrov. V šestih vogalih osmerokotnika so pravokotnu polstebri z dorskimi kapiteli, nad katerimi je snop letvic. Na sredini vsake strani so okna, od katerih so nekatera zaprta. Nad okni je tolobat; nad njim se dviga groba stena, ki skriva majhno kupolo, postavljeno na isti tolobat.
- Cerkev Sant'Andrea; Cerkev se v dokumentih iz leta 853 omenja kot cerkev v Campu ali na podeželju. Cerkev, ki je bila najprej blizu in pozneje v mestnem obzidju, je imela tri ladje. Portal in notranji stebri so romanski.
- Rocca dei Papi, ki so ga oblikovali ostanki stare papeške poletne rezidence. Na vrhu hriba se odpira pogled na Bolsensko jezero.
- vinarstvo Falesco

### Partnerska mesta
- Nemčija, Ergoldsbach, Bavarska, od 2004